# Heliococcus herbaceus
Heliococcus herbaceus är en insektsart som beskrevs av Borchsenius 1956. Heliococcus herbaceus ingår i släktet Heliococcus och familjen ullsköldlöss.
Artens utbredningsområde är Sydkorea. Inga underarter finns listade i Catalogue of Life.